# リーパリ
リーパリ（イタリア語: Lipari）は、イタリア共和国シチリア州メッシーナ県に属する、エオリア諸島のリーパリ島にある町。また、サリーナ島を除くエオリア諸島全域を管轄する人口約1万3000人の基礎自治体（コムーネ）である。
リーパリの町は古代ギリシャ人によって築かれた植民都市に起源を持つ。観光地として知られ、夏から秋のハイシーズンに島の人口は2万人を越える。

## 名称
日本語文献では「リパリ」とも表記される。
イタリア語以外では以下の名称を持つ。
- シチリア語: Lìpari

歴史的には以下の名称で呼ばれた。
- ラテン語: Lipara
- 古代ギリシア語: Meligunis

## 地理

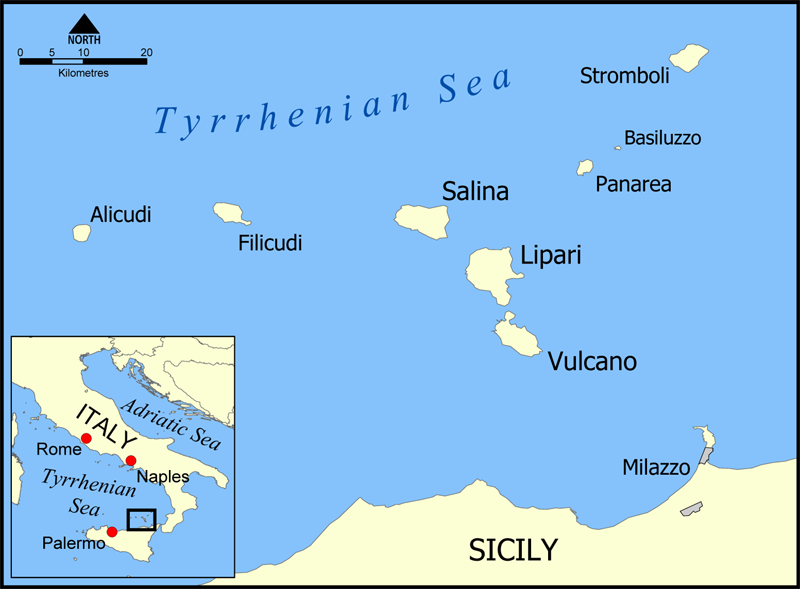
エオリア諸島

### 位置・広がり
シチリア本島の北岸から約30km沖合にあるリーパリ島（Isola di Lipari）が、このコムーネの中心地域である。リーパリ島の南東部に位置するリーパリの町は、ミラッツォから北西へ37km、カーポ・ドルランドから北北東へ39km、県都メッシーナから西北西へ60kmの距離にある。
エオリア諸島はティレニア海に位置する火山の島々である。中央に位置するサリーナ島を基準とすれば、南に（近い順に）リーパリ島・ヴルカーノ島、北東にパナレーア島・ストロンボリ島、西にフィリクーディ島・アリクーディ島がそれぞれ連なって位置している。自治体としてのリーパリは、サリーナ島を除くエオリア諸島全域を管轄下に置く。
このため、リーパリ島から西へ約50km離れたアリクーディ島、北東へ40km離れたストロンボリ島も市域に含まれる。

### 集落
リーパリ島（ひいてはエオリア諸島）最大の集落は、南東岸にあるリーパリの町で、約4100人の人口を有する（2001年統計による）。リーパリの町には島最大の港があり、リーパリ城塞や、リーパリ大聖堂などがある。
リーパリ島には、主邑リーパリのほか4つの集落がある。すなわち、東岸のカンネート（Canneto、約1900人）、北岸のアクアカルダ（Acquacalda、約300人）、北西部のクアットロパーニ（Quattropani、約800人）、南西部のピアノコンテ（Pianoconte、約900人）である。
リーパリ島以外の島では、アリクーディ島（約100人）、フィリクーディ島（約200人）、ヴルカーノ島（約700人）、パナレーア島（約250人）、ストロンボリ島（約600人）が有人島で、それぞれ集落がある。

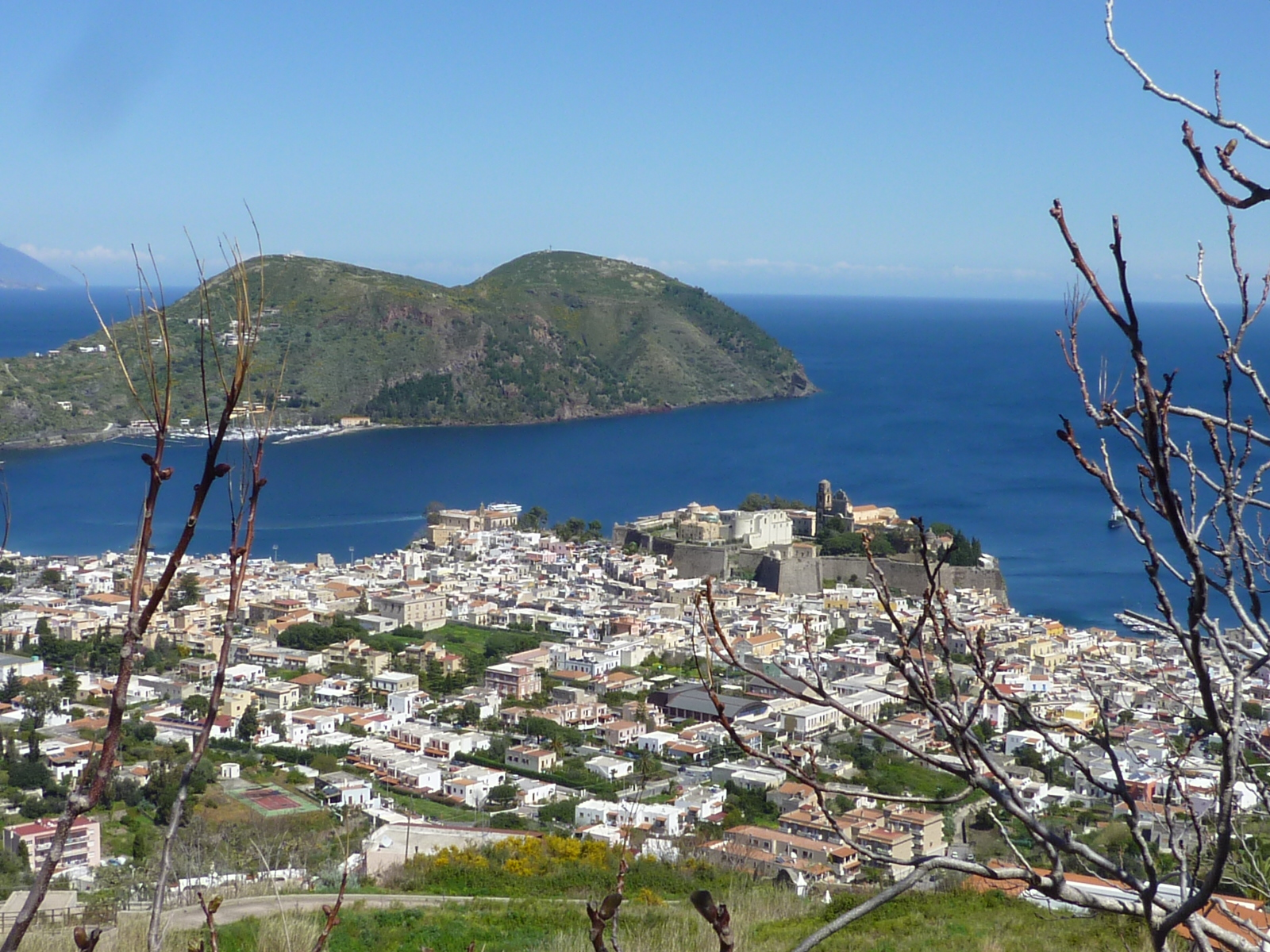
リーパリの町。中央に城塞。
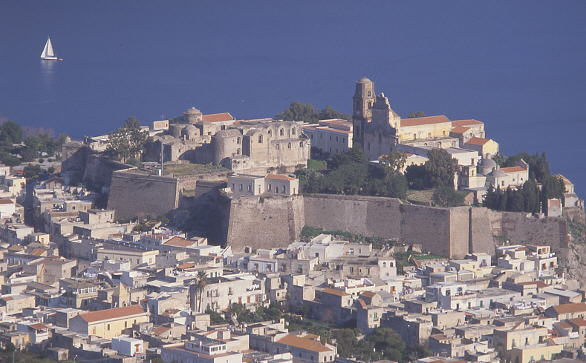
リーパリの城塞

## 行政

### 分離集落
リーパリには、以下の分離集落（フラツィオーネ）がある。
- リーパリ島: Canneto, Acquacalda, Quattropani, Pianoconte
- ヴルカーノ島: Vulcano Porto, Vulcano Piano
- ストロンボリ島:  San Vincenzo, Piscità, Ginostra
- パナレーア島: Drauto, San Pietro
- フィリクーディ島: Pecorini a Mare, Filicudi Porto
- アリクーディ島

## 観光

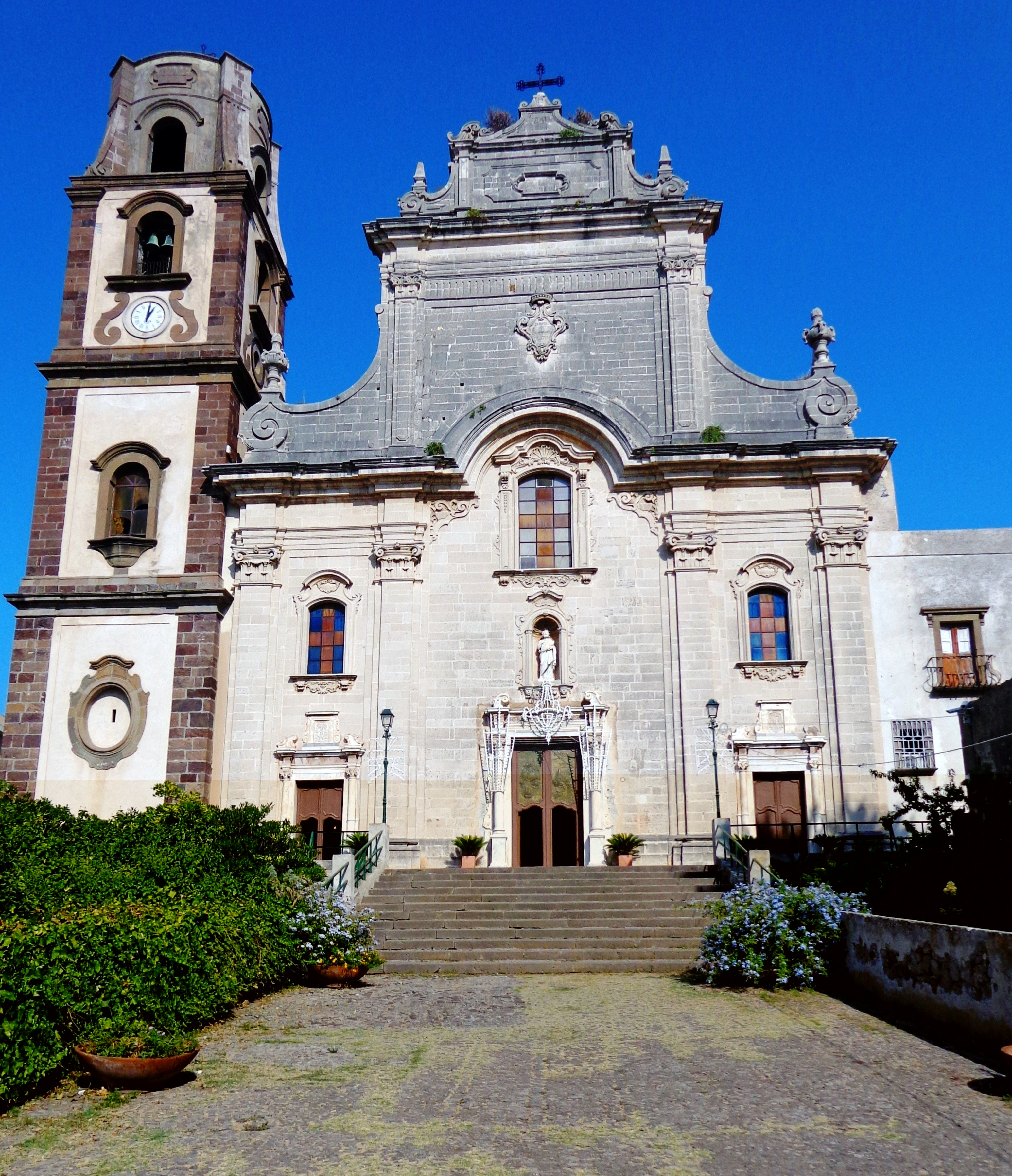
リーパリ大聖堂

リパリ島内の観光名所が多い事や、エオリア諸島各所への日帰りツアーも多く出ているため、エオリア諸島内では最も宿泊施設が多い。

## 自然

### 地質
リーパリ島は4回の火山活動によって形成されたと考えられている。最も大規模な活動は第三紀であったが、約1,100年ほど前や5世紀ごろにも噴火があり、軽石と黒曜石が全島を覆う。軽石質の流紋岩は伊豆七島の新島の抗火石と同質で石材として輸出され、世界でこの2ヶ所でのみ採掘される。現在はわずかな噴気孔以外に火山活動は見られない。

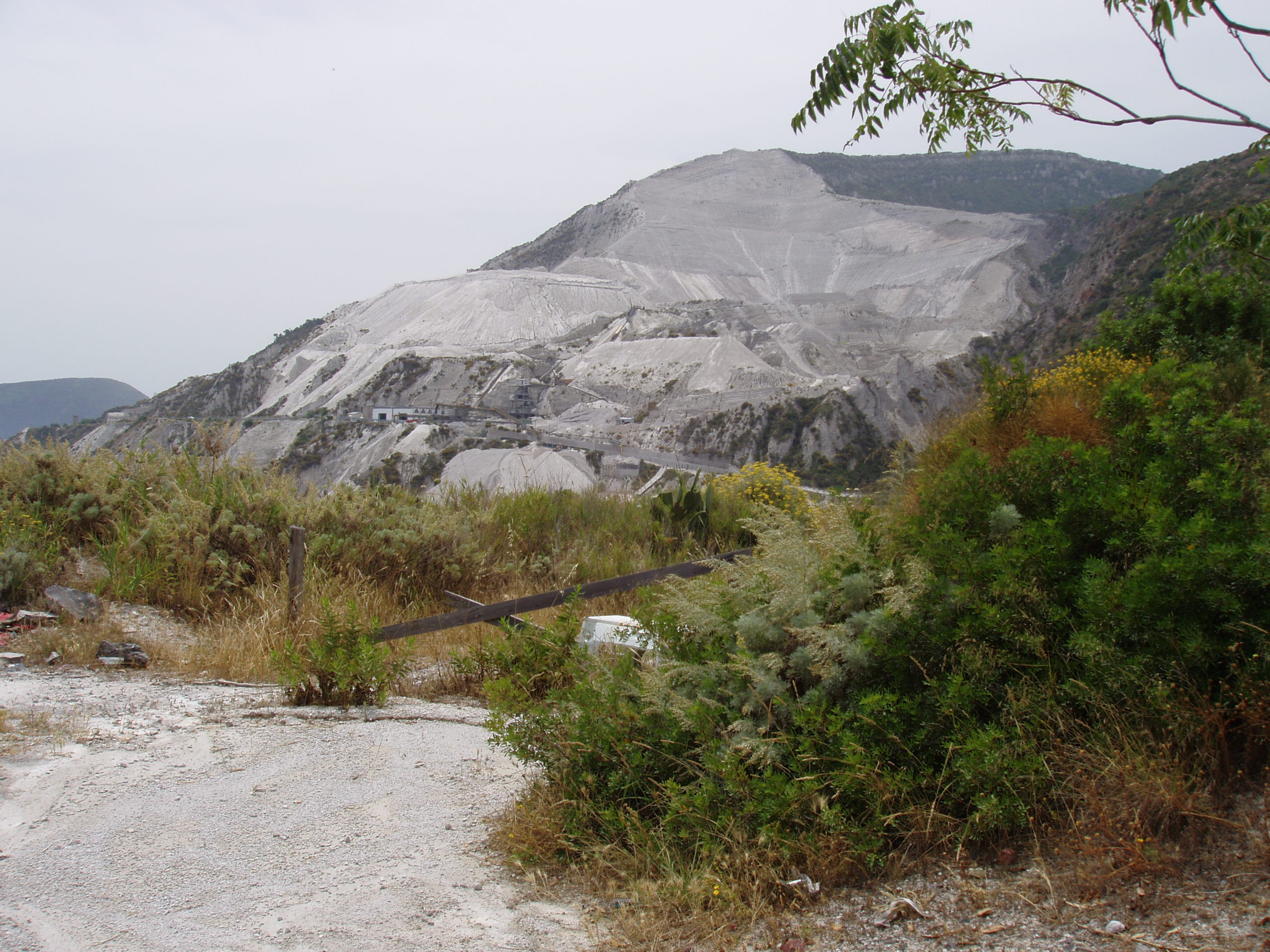
軽石鉱山

## 人物

### 著名な出身者
- クリスティアン・リガノ - サッカー選手。リーパリ出身。